# Plethiandra tomentosa
Plethiandra tomentosa är en tvåhjärtbladig växtart som beskrevs av G.Kadereit. Plethiandra tomentosa ingår i släktet Plethiandra och familjen Melastomataceae. Inga underarter finns listade i Catalogue of Life.